# Ezechiele 25:17
«Farò su di loro terribili vendette con castighi furiosi, e sapranno che io sono il Signore, quando eseguirò su di loro la vendetta.».
Ezechiele 25:17 è un passo biblico di fantasia presente nel film Karate Kiba ed Un piede in paradiso, mutuato dal regista Quentin Tarantino in Pulp Fiction,  recitato tre volte dal personaggio Jules Winnfield.

## Aspetti filologici

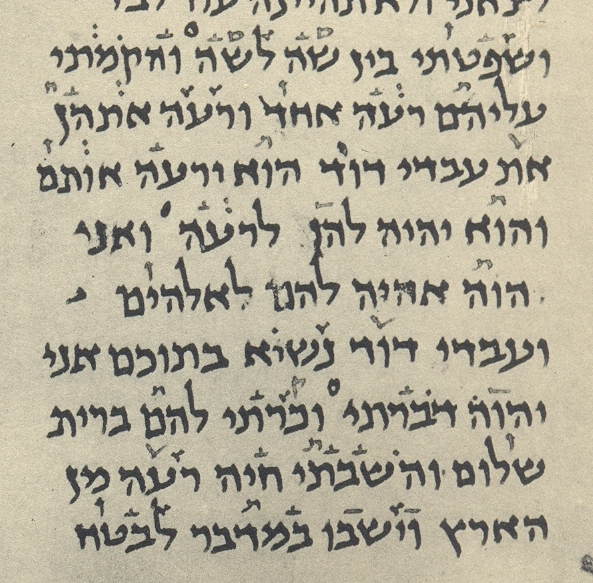
Manoscritto ebraico, da vocalizzazione babilonese, contenente il passo 34,23 del Libro di Ezechiele (Fonte: Paul Kahle, Masoreten des Ostens, Leipzig 1913, lastra 5).

Nella maggior parte delle sequenze, Jules proclama il versetto immediatamente prima di uccidere qualcuna delle sue vittime. Sono utilizzate le seguenti parole (la traduzione in italiano è quella recitata nel doppiaggio italiano del lungometraggio):

## Esegesi e sinossi
Le due ultime frasi di questa fittizia citazione biblica sono effettivamente abbastanza vicine al testo reale del versetto biblico, le due frasi iniziali sono invece il risultato di una sorta di collage di altri brani sacri. Il brano di Ezechiele precedente al versetto 17 indica che l'ira di Dio è in relazione "retributiva" con l'ostilità dei filistei. Nella Bibbia di re Giacomo, di cui il discorso di Jules rappresenta un adattamento, Ezechiele (25,17) suona così (la traduzione in italiano è della Bibbia CEI):
La fonte principale d'ispirazione per Tarantino è qui l'attore e artista marziale giapponese Sonny Chiba. Il testo effettivamente deriva da un "credo" quasi identico impiegato in uno dei film di Chiba (o in entrambi) Bodigaado Kiba (Bodyguard Kiba o The Bodyguard; 1973) e Karate Kiba (The Bodyguard; 1976). Nella serie televisiva anni ottanta Kage no Gundan (Shadow Warriors), il personaggio di Chiba "catechizza", prima di ucciderlo, il cattivo della settimana sul tema di come si debba ripulire il mondo dai malvagi. Un killer ammannisce un sermone simile pure in Modesty Blaise, il romanzo di genere pulp che in due riprese si vede tra le mani di Vincent Vega. Una frase simile viene citata nel film Un piede in paradiso, con Bud Spencer.

## Critica
Nel commento e analisi del testo, si sono distinti Adele Reinhartz e Paul Gormley (vedasi bibliografia in calce). Sono stati ravvisati dei nessi tra la trasformazione di Jules e la questione del postmodernismo. Gormley afferma che a differenza degli altri personaggi principali del film (con l'eccezione di Marsellus Wallace) Jules è

legato ad una "cosa" oltre la simulazione postmoderna […] Questo è più evidente forse quando smette di atteggiarsi a predicatore battista, declamando Ezechiele solo per «avere qualcosa di "fico" da dire…» Nella sua conversione, Jules sembra avere consapevolezza di un posto oltre questa simulazione, che, in questo caso, il film costruisce come Dio.

Adele Reinhartz scrive che la "profondità della trasformazione di Jules" è indicata nella differenza delle due recitazioni del passo: "Nella prima, è una figura maestosa e terrificante, proclamante la profezia con indignazione e superbia… Nella seconda… sembra un uomo affatto diverso… . In modo autenticamente postmoderno, riflette sul significato del suo discorso e propone diversi modi in cui potrebbe essere coerente con la situazione del momento. Analogamente a Gormley, Conard sostiene che quando Jules medita sul passo, gli diviene chiaro "che si riferisce ad un'obiettiva cornice di valore e significato che è assente nella sua vita"; per Conard, ciò contrasta con ciò che prevalentemente il film prefigura quale rappresentazione di una cultura nichilistica. Rosenbaum si lascia incantare assai meno dalla rivelazione di Jules: "Il risveglio spirituale nel finale di Pulp Fiction, graziosamente interpretato da Jackson, è una nota di colore sfacciatamente ispirata ai film di kung-fu. Può farti sentire meglio, ma certo non accresce di un grammo la tua saggezza."

## Citazioni in altre opere
- Nell'introduzione dell'evento in  PPV  WWE Vengeance 2002, viene mostrato il nome del passo "Ezechiele 25:17" e viene citato lo stesso, riadattato seguendo la storyline in corso tra i lottatori (nell'occasione  Kurt Angle, The Undertaker e The Rock)
- Nel romanzo del 2006 Gomorra di Roberto Saviano, a pagina 277 è riportato il testo, integralmente eccetto l'avverbio "infine", con esplicito riferimento a Pulp Fiction.
- Nel film del 2014 Captain America: The Winter Soldier sulla lapide della tomba di Nick Fury, interpretato dallo stesso Samuel L. Jackson che in Pulp Fiction pronuncia la nota frase nei panni di Jules, compare la scritta: «The path of the righteous man... Ezekiel 25:17» («Il cammino dell'uomo timorato... Ezechiele 25:17»).
- Nel brano del 2018 God Is a Woman di Ariana Grande è presente un cameo di Madonna che recita Ezechiele 25:17.
- Nell'ottavo episodio dell'undicesima serie di Doctor Who il personaggio di Graham cita Ezechiele 25:17.
- Nel brano AK77 di Linea 77 dove è presente il featuring di Salmo, quest’ultimo lo cita sostituendosi a Ezechiele.
- Il brano del 2020 Ezechiele 25:17 di Max Arduini, tratto dall'album Lockdown - I musicisti non sono essenziali, rappresenta una citazione dal testo.